# Gostyń
Gostyń (udtale: [ˈɡɔstɨɲ]; tysk: Gostyn, 1941-45: Gostingen) er en by i den sydlige del af voivodskabet Storpolen i den vestlige centrale del af Polen. Byen har 20.210(2021) indbyggere og et areal på 10,79 km², og er administrationsby i powiatet Gostyń. Den vigtigste seværdighed i Gostyń er basilikaen Święta Góra (det hellige bjerg), Maria-helligdommen i ærkebispedømmet Poznań og en mesterværk af Pompeo Ferrari, der er på listen over Historiske monumenter i Polen.

## Historie
Gostyń dateres tilbage til det 13. århundrede. Byen blev grundlagt af den lokale adelsmand Mikołaj Przedpełkowic og tildelt byrettigheder i 1278 af Przemysł 2.. Den blev opkaldt efter den nærliggende landsby Gostyń, som siden tog navnet Stary Gostyń ("Gamle Gostyń"). Gostyń var en privat by, administrativt beliggende i powiatet Kościan i Poznań voivodeskab i provinsen Storpolen i Kongeriget Polens krone. Det udviklede sig som et lokalt center for handel og håndværk. I det 16. århundrede var Gostyń et vigtigt regionalt center for reformationen, og i 1565 blev der afholdt en synode af forskellige protestanter fra Storpolen der. Byen led under det 17. århundredes Svenske invasioner og en epidemi i det 18. århundrede . I det 18. århundrede løb en af to hovedruter, der forbinder Warszawa og Dresden gennem byen og konger August 2. den Stærke og August 3. af Polen ofte rejste den rute.
I 1793 blev Gostyń, under Polens anden deling, annekteret af Preussen. I 1807 genvundet af det polakkerne som en del af det kortvarige Hertugdømmet Warszawa, i 1815 blev det genannekteret af Preussen. Gostyń var et centrum for Polsk modstand mod germanisering af polakkerne. I 1835 blev Kasyno Gostyńskie grundlagt, en betydelig lokal polsk organisation, som under dække af social aktivitet drev økonomiske, uddannelsesmæssige og biblioteksmæssige aktiviteter.

## Galleri
- Den gotiske St. Margaret's kirke
- Rådhus og markedsplads (Rynek)
- Uafhængighedsmonument på torvet
- Centrum
- Helligåndskirken og administration af Powiat Gostyń
- Socialforsikringens (ZUS) kontor